# Roberto Tagliavini
Roberto Tagliavini (geboren am 6. Dezember 1976 in Parma) ist ein italienischer Opernsänger (Bass).

## Leben
Tagliavini wurde von dem Bariton Romano Franceschetto ausgebildet. 2005 debütierte er am Teatro Regio di Parma in Glucks Alceste. Seine Karriere hat ihn seither an bedeutende europäische Opernhäuser geführt, sein Repertoire reicht von Mozart über Rossini, Bellini und Donizetti bis Verdi. 2009 wurde e für die Darstellung des Selim in Il turco in Italia am Teatro Verdi in Triest zum besten Interpreten der Saison gewählt, 2010 errang er als Loredano in I due Foscari und in Verdis Requiem unter Lorin Maazel – beide beim Festival Verdi in Parma – die Auszeichnung als bester junger Sänger.
Seither ist Tagliavini regelmäßig an der Mailänder Scala präsent (als Lord Sidney in Rossinis Il viaggio a Reims, sowie als Ramphis und als Pharao Ramses in Verdis Aida). In der Arena di Verona trat er ebenfalls in Aida auf sowie als Ferrando in Il trovatore. Er sang den Figaro-Grafen in Toulon, den Raimondo in Genua, den Lord Walton am Teatro Real in Madrid, den Basilio in Palermo und Zürich, den Grafen Rodolfo in St. Gallen, den Uberto am Teatro San Carlo in Neapel, den Lodovico an der Opéra Bastille in Paris, den Figaro in Sevilla und den Frère Laurent in Bilbao. Beim Maggio Musicale Fiorentino 2011 debütierte der Sänger als König in der Aida, es folgten eine konzertante Aufführung von Les pêcheurs de perles (als Nourabad) am Teatro Real, die Titelrolle in Verdis Attila in Verona und Shanghai, Il trovatore auf einer Japan-Tournee der Scala, Turandot in Rom und Lucia di Lammermoor in Liège.
2014 war er Domingos Gegenspieler Jacopo Loredano in I due Foscari im Theater an der Wien zu hören und zu sehen. 
Bei den Salzburger Festspielen gab Tagliavini 2007 sein Debüt: szenisch als Bernardino in Berlioz’ Benvenuto Cellini, 2013 war er als Talbot in der konzertanten Aufführung von Verdis Giovanna d’Arco an der Seite von Anna Netrebko und Plácido Domingo zu sehen.
2016 wurde bekannt gegeben, dass Tagliavini 2017 als König in der Aida zu sehen sein.

## Ausgewählte Einspielungen
- Bellini: I Capuleti e i Montecchi, Ravenna Festival
- Berlioz: Benvenuto Cellini, Salzburger Festspiele 2007